# Saligny-sur-Roudon
Saligny-sur-Roudon är en kommun i departementet Allier i regionen Auvergne-Rhône-Alpes i de centrala delarna av Frankrike. Kommunen ligger  i kantonen Dompierre-sur-Besbre som ligger i arrondissementet Moulins. År 2022 hade Saligny-sur-Roudon 648 invånare.

## Befolkningsutveckling
Antalet invånare i kommunen Saligny-sur-Roudon
Referens: INSEE